# Personbil

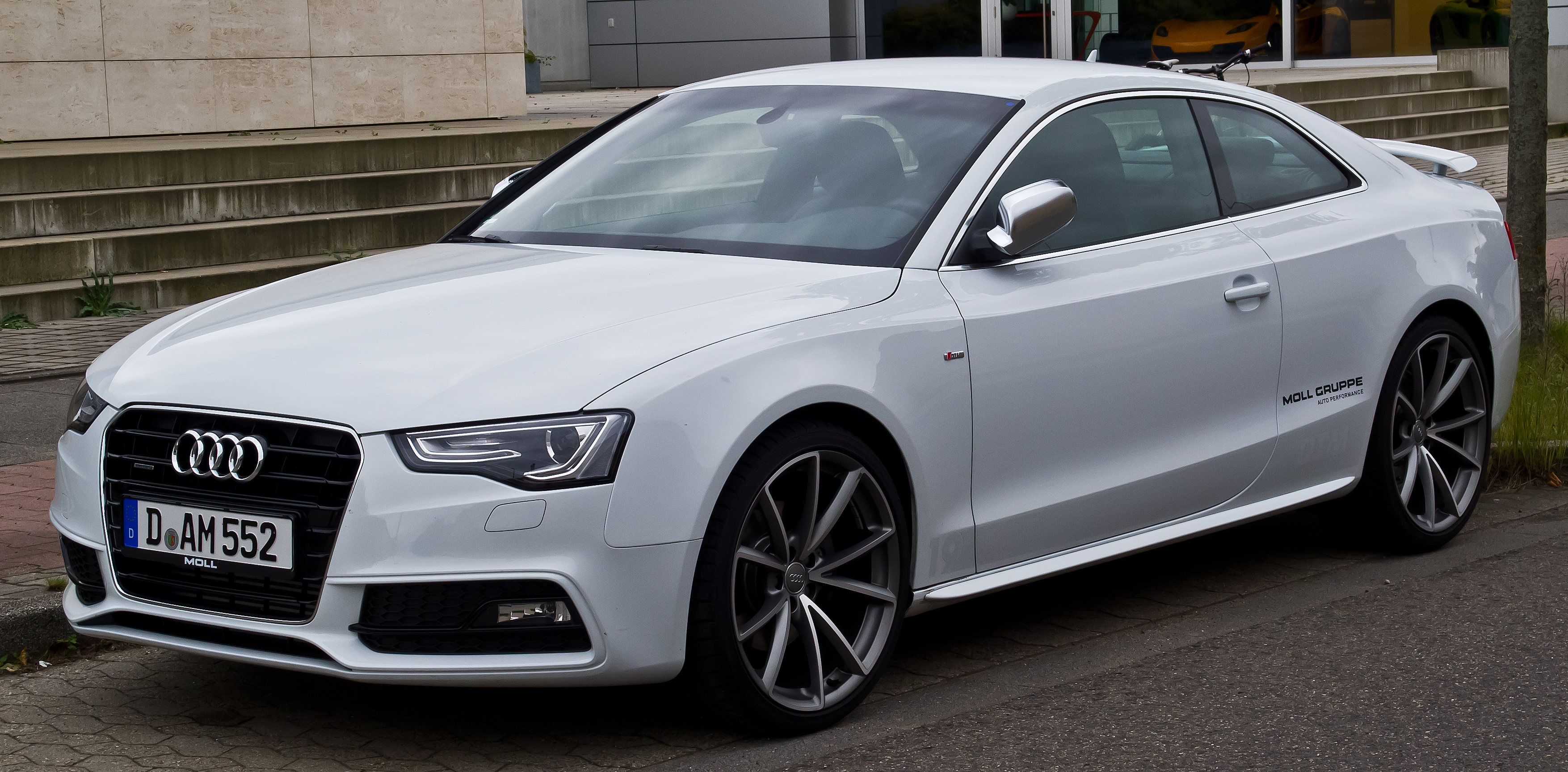
Audi A5 Coupé är exempel på personbil klass I.

Personbil är ett motorfordon avsett för persontransport.

## Svensk lagstiftning

### Klass I
En personbil är enligt svensk lag (SFS 2001:559 2§) en bil inrättad huvudsakligen för personbefordran och är försedd med högst 8 sittplatser utöver förarplatsen. Det betyder i kort att 9 personer som mest kan samtidigt förflyttas i en personbil.
Alla personbilar är märkta med en VIN-kod, vilken ofta benämns chassinummer.

### Klass II

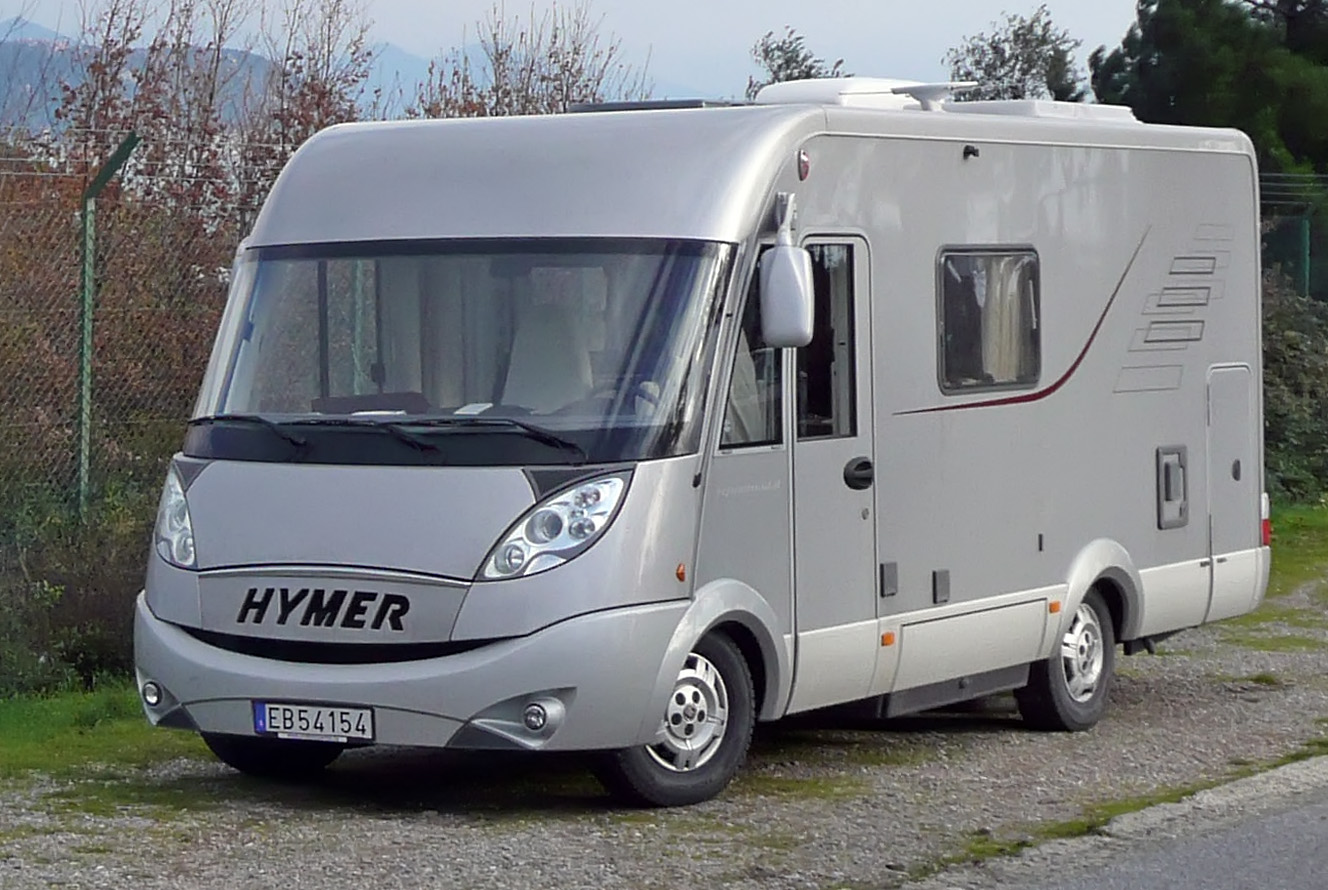
Hymer B524 SL är med sin totalvikt på 4 ton ett exempel på en personbil klass II.

Personbil klass II är en bil permanent inredd med bostadsutrymme. I dagligt svenskt tal kallas de oftast husbilar men tyngre husbilar kan även registreras som lastbilar.
För att köra Personbil klass II måste man ha lägst B-behörighet. Om fordonets totalvikt överstiger 3,5 ton måste man ha C1 eller C-behörighet.
Om föraren har fått B-behörighet före juli 1996 har man rätt att köra Personbil klass II oberoende av vikt. Detta gäller bara om körkortet inte varit återkallad av någon orsak efter detta datum.

## Finländsk lagstiftning
En personbil definieras i fordonslagen (FFS 1090/2002 10§) som ett för persontransport tillverkat fordon med plats för högst åtta personer utöver föraren.